# Une autre histoire des religions
Une autre histoire des religions est une série de six monographies illustrées de l'historien des religions Odon Vallet, parue depuis 1999 et publiée dans la collection « Découvertes » des éditions Gallimard.

## Sujet
Avec l'approche comparatiste de l'auteur, la série vise à présenter au grand public ce qui caractérise les grandes religions, vivantes ou éteintes. Le premier volume traite de l'héritage des religions premières dans le paysage religieux contemporain, il aborde également l'animisme et les influences qu'il a laissées aujourd'hui. Le deuxième passe aux religions abrahamiques : judaïsme, christianisme et islam. Les deux titres suivants consacrés aux spiritualités indiennes et extrême-orientales (en). Les deux derniers titres concernent l'altération des paroles sacrées en tant que les messages des religions passés de l'oral à l'écrit, et avec le « pouvoir sacré », « les religions peuvent ainsi légitimer l'oppression ou favoriser une libération selon la lecture qui est faite de leurs textes fondateurs. »

## Liste des ouvrages
| No  | Titre (numéro dans la collection)           | Date de parution | ISBN                 |
| --- | ------------------------------------------- | ---------------- | -------------------- |
| I   | L'Héritage des religions premières (no 373) | 14 mai 1999      | (ISBN 9782070534760) |
| II  | Le Dieu du Croissant fertile (no 374)       | 14 mai 1999      | (ISBN 9782070534777) |
| III | Les spiritualités indiennes (no 384)        | 3 novembre 1999  | (ISBN 9782070526604) |
| IV  | Les Religions extrême-orientales (no 385)   | 3 novembre 1999  | (ISBN 9782070526611) |
| V   | L'Esprit des savoirs (no 390)               | 14 mars 2000     | (ISBN 9782070526628) |
| VI  | Le Sacre des pouvoirs (no 391)              | 14 mars 2000     | (ISBN 9782070526635) |

## Éditions
Un coffret de six ouvrages complets est paru le 14 mars 2000. Deux tomes ont été publiés dans la sous-collection « Découvertes Gallimard Hors série ». Le premier tome intitulé Une autre histoire des religions, tome I : Les religions présentes, est paru le 4 avril 2001, qui contient les volumes II à IV ; le deuxième, Une autre histoire des religions, tome II : Savoirs et pouvoirs, est paru le 16 octobre 2002, qui reprend les volumes V et VI.

## Éditions internationales
Une autre histoire des religions, vol. I
| Titre                              | Traduction littérale        | Langue             | Pays     | Collection (numéro dans la collection)                                            | Éditeur                                                      | Traducteur    | Année de première parution | ISBN                 |
| ---------------------------------- | --------------------------- | ------------------ | -------- | --------------------------------------------------------------------------------- | ------------------------------------------------------------ | ------------- | -------------------------- | -------------------- |
| L'Héritage des religions premières | –                           | Français de France | France   | Découvertes Gallimard (no 373)                                                    | Éditions Gallimard                                           | –             | 1999                       | (ISBN 9782070534760) |
| Primele religii⁠                    | « Les premières religions » | Roumain            | Roumanie | Découvertes Univers: Colecțiile Cotidianul. Enciclopedica (SERIA a V-a, vol. III) | Editura Univers (ro) (en collaboration avec Cotidianul (ro)) | Iulia Bodnari | 2007                       | (ISBN 9781602570863) |

Une autre histoire des religions, vol. III
| Titre                       | Traduction littérale            | Langue             | Pays   | Collection (numéro dans la collection) | Éditeur              | Traducteur                                                | Année de première parution | ISBN                 |
| --------------------------- | ------------------------------- | ------------------ | ------ | -------------------------------------- | -------------------- | --------------------------------------------------------- | -------------------------- | -------------------- |
| Les spiritualités indiennes | –                               | Français de France | France | Découvertes Gallimard (no 384)         | Éditions Gallimard   | –                                                         | 1999                       | (ISBN 9782070526604) |
| Le spiritualità indiane     | « Les spiritualités indiennes » | Italien            | Italie | Universale L'ippocampo (sans numéro)   | L'ippocampo Edizioni | Giovanna Fozzer (en collaboration avec Sergio Rinaldelli) | 2012                       | (ISBN 9788896968864) |